# Фельдкірх
Фельдкірх (нім. Feldkirch) — старовинне австрійське місто на заході країни, у федеральній землі Форарльберг. Розташовано на річці Ілль, притоці Рейну. Найзахідніше місто Австрії, знаходиться лише за три кілометри від кордону з Ліхтенштейном.
Фельдкірх — друге за величиною місто Форарльбергу після Дорнбірна, переважає за чисельністю населення столицю провінції — Брегенц.

## Географія і транспорт
Місто розташоване за 35 км на південь від Брегенца, за 660 кілометрів на захід від столиці країни — Відня.
В адміністративному відношенні місто поділяється на 7 районів.
Залізничні й автомобільні магістралі ведуть з міста на північ, до Брегенцу, а також на захід в бік перевалу Арльберг, що зв'язує Форарльберг з Тіролем й рештою Австрії на схід, в Ліхтенштейн (від Фельдкірху до Саргансу через Ліхтенштейн курсує автобус №11). Час шляху до Відню потягом близько 5,5 годин, до Брегенца близько 30 хвилин. Міський транспорт представлено автобусами.

## Історія
Фельдкірх вперше згадується 830 року під ім'ям Вельдкіріхум. З 1190 року місто належало графам Монфор, у 1218 році отримало права міста. В 1375 році увійшло до складу монархії Габсбургів.
1697 року місто сильно постраждало від страшної пожежі, однак велика кількість старовинних будинків уціліла до нашого часу.

## Пам'ятки

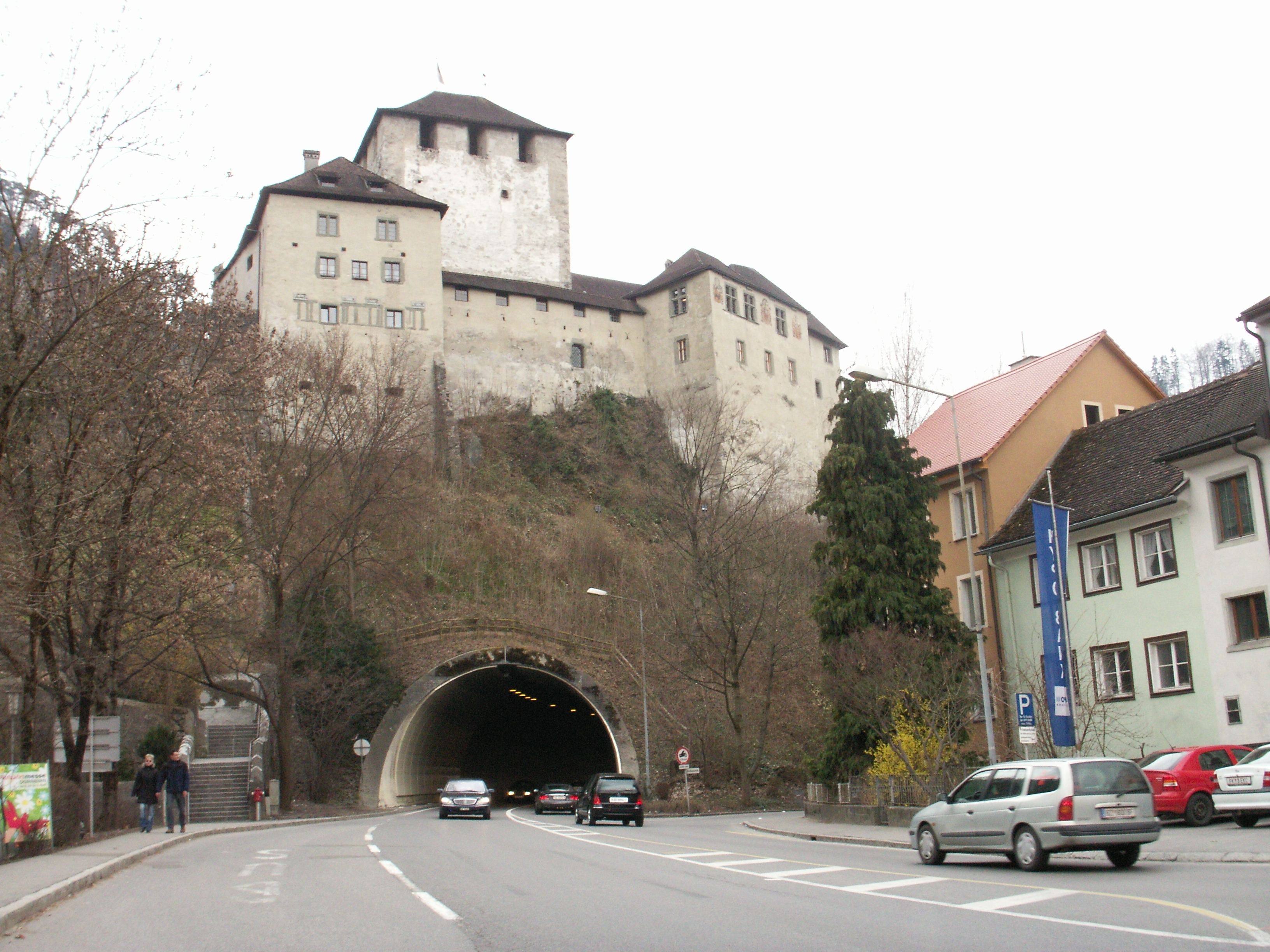
Замок Шаттенбург

- Замок Шаттенбурґ. Замок зведено на горі, що здіймається над містом, у 1260 році. Слугував резиденцією графам Монфор. Найбільший зі старовинних замків Форарльбергу, що збереглись донині. Зараз — краєзнавчий музей.
- Собор св. Миколая. Перебудовано з більш старовинної церкви у 1478 році в готичному стилі. Вівтар св. Анни (1521) створений уродженцем міста, Вольфом Хубером, знаменитим середньовічним живописцем та скульптором.
- Ратуша. Завершена у 1493 році. Фасад прикрашено фресками.
- Вежа Катцентурм. Котяча вежа — одна з чотирьох веж середньовічних міських укріплень й найвідоміша. Споруджена 1507 року.

## Культура
З 2003 року у Фельдкірсі щорічно присуджується премія з поезії — премія Фельдкірха.

## Освіта

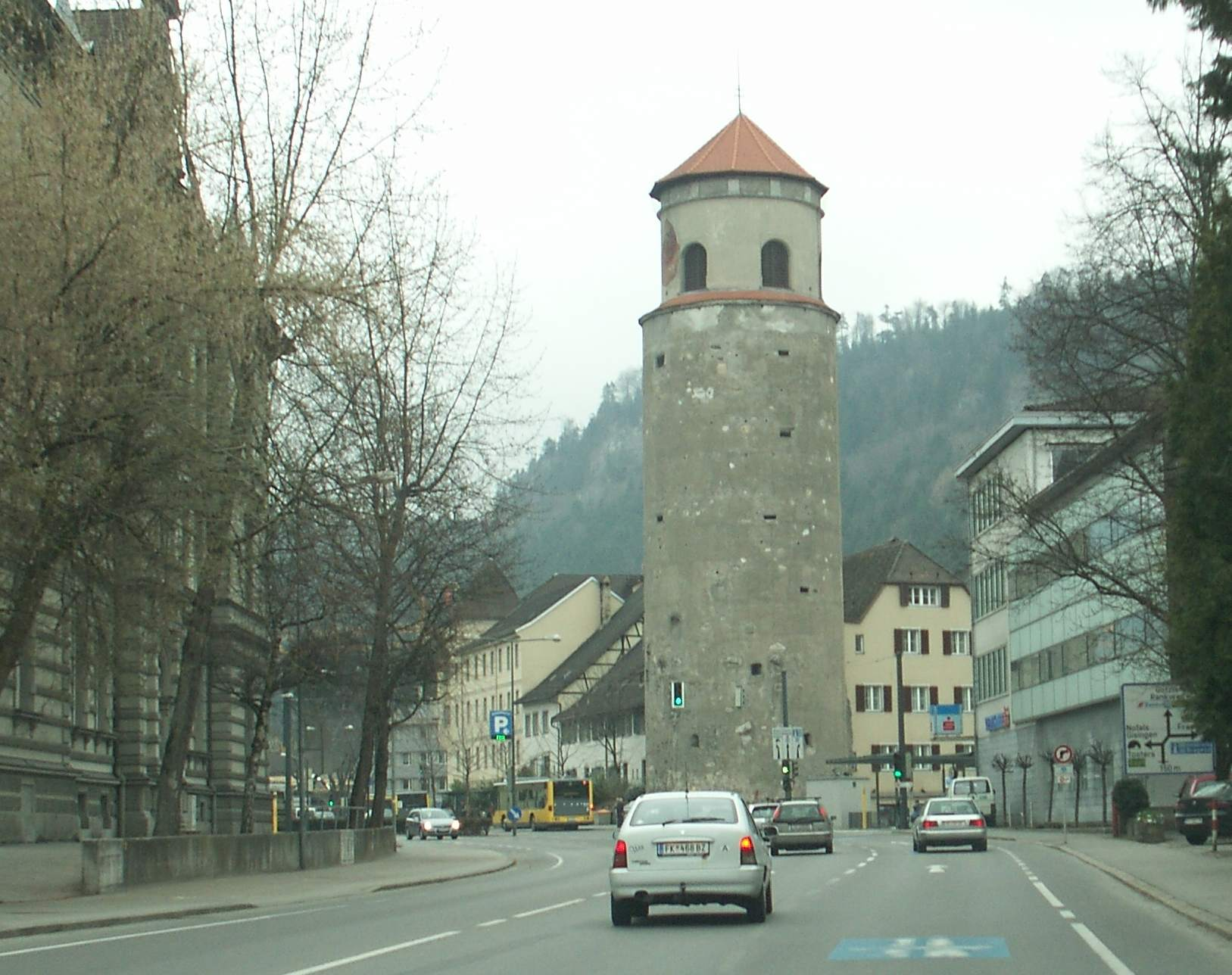
Вежа Катцентурм

У Середньовіччя місто набуло слави великого освітнього центра. В 1649 році в місті було засновано єзуїтський коледж, відомий як Стелла Матутіна (Ранкова зоря). Коледж, що нині має назву Реальна Бундесгімназія Фельдкірха, існує досі. В 1875—1876 роках тут навчався Артур Конан Дойл.

## Політична ситуація
Бургомістр комуни — Вільфрід Берхтольд (АНП) за результатами виборів 2005 року.
Рада представників комуни (нім. Gemeinderat) складається з 36 місць.
- АНП займає 24 місця.
- СДПА займає 5 місць.
- Партія Зелених займає 5 місць.
- АПС займає 2 місця.